# HMS Bulwark (R08)
La HMS Bulwark (R08) era una portaerei appartenente alla classe Centaur, insieme alle sue gemelle Centaur, Hermes ed Albion, che prestò servizio con la Royal Navy tra il 1954 ed il 1981, ricoprendo vari ruoli nel corso della sua vita operativa.

## Storia

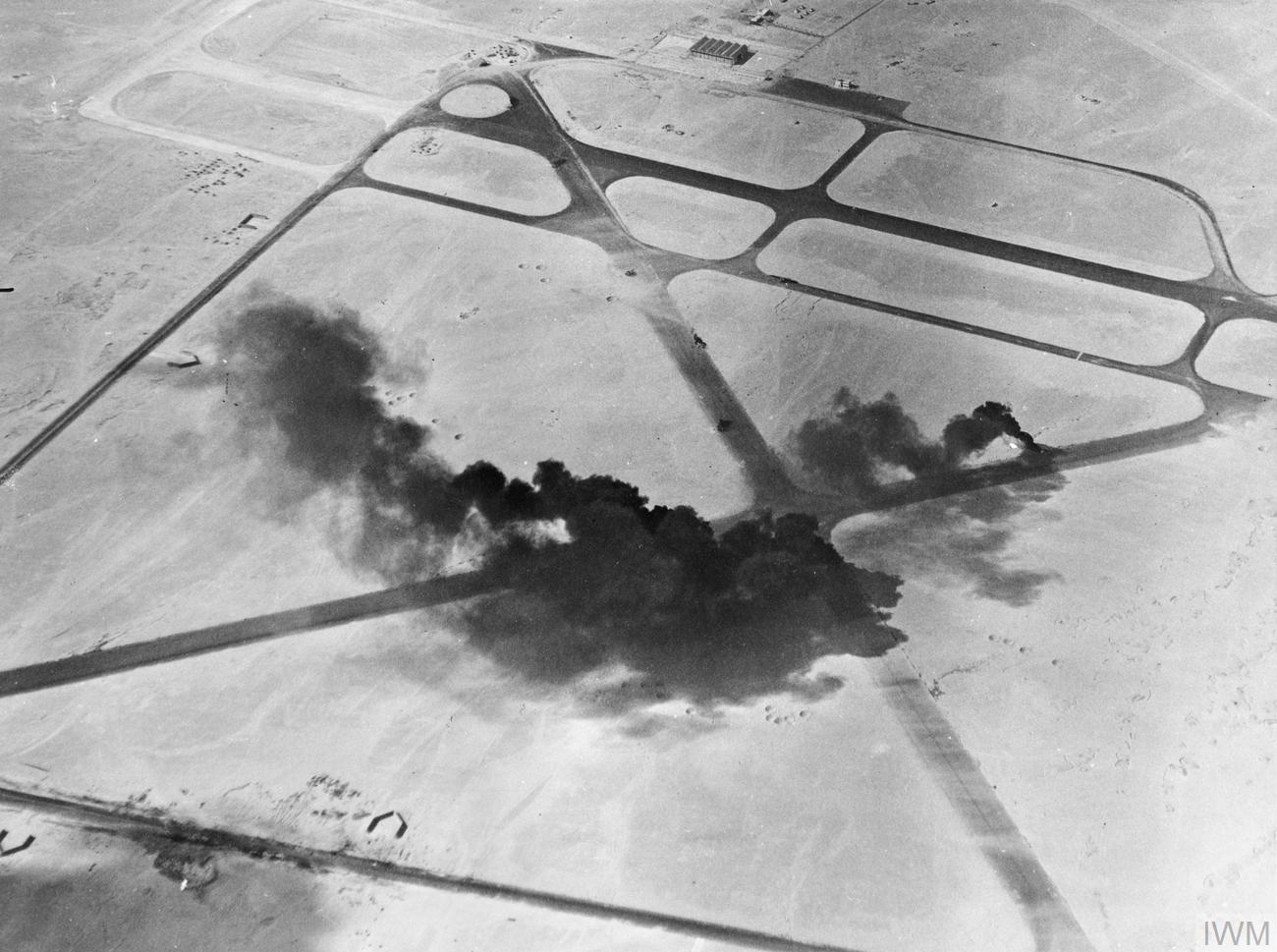
Risultati di un attacco dello stormo aereo della Bulwark durante la Crisi di Suez del 1956

Sesta unità a portare questo nome, fu inizialmente impostata presso i cantieri Harland and Wolff di Belfast come una delle quattro navi della classe Centaur durante la seconda guerra mondiale. Fu la sesta nave della Royal Navy a portare questo nome, seguita dalla attuale Bulwark (portaelicotteri d'assalto anfibio).
Al momento dell'entrata in servizio, si trattava di una portaerei convenzionale, equipaggiata con un gruppo di volo comprendente velivoli ad ala fissa. Tra il gennaio 1959 ed il gennaio 1960, venne sottoposta presso il cantiere navale di Portsmouth ad estesi lavori di conversione, che la trasformarono in una nave portaelicotteri da assalto anfibio. Rientrò in servizio il 23 gennaio 1960.
Operò con aerei ad elica ed a reazione di vario tipo fino a che nel maggio 1976 fu posta in riserva, ma il 23 febbraio 1979 tornò in servizio come portaerei antisommergibile, e nello stesso periodo fu utilizzata per le prove in mare dei velivoli STOL Sea Harrier.
Tuttavia, l'anno successivo, la nave rimase vittima di due incendi:
- Il 15 marzo 1980, durante un'esercitazione ASW congiunta con l'US Navy, un incendio provocò la distruzione di una caldaia. In seguito a questo, la nave tornò a Porthsmouth, ma si decise di non ripararla.
- Il 9 novembre dello stesso anno, un secondo incendio, molto più violento del primo, provocò seri danni all'hangar di prua e ad alcuni dei ponti. La Bulwark era nei pressi di Porthsmouth.

Nonostante questo, all'inizio del 1981, la nave venne rischierata in Norvegia per un'esercitazione. Tuttavia, tornò in porto il 27 marzo 1981 per venire radiata poco dopo. Nell'aprile del 1982, durante le prime fasi della guerra delle Falkland, fu annunciato che la nave sarebbe tornata in servizio ma la cosa non ebbe seguito a causa delle pessime condizioni dello scafo.
La Bulwark fu infine smantellata il 17 aprile 1984.